# Estilo de Egnacia

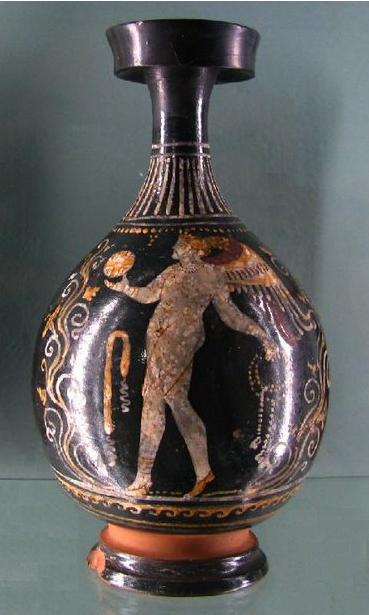
Lécito de Apulia, c. 350–325 a. C.

El Estilo de Egnacia (cerámica de Egnacia) es un estilo de cerámica apulia de la época antigua, clasificado como cerámica del sur de Italia. Recibe su nombre de la ciudad de Egnacia, en la antigua Apulia, en el sur de Italia.

## Historia
El estilo de Egnacia se produjo a finales del período clásico y principios del período helenístico, comenzando alrededor del 370-350 y terminando alrededor del 270-250 a. C. Su período de apogeo fue alrededor del 330-320 a. C.
El centro de producción de cerámica probablemente estuvo originalmente en Taras. Más tarde, también se produjo cerámica de este estilo en otras partes de Magna Grecia y Apulia, incluida Egnacia, así como en Etruria, Lacio y Campania. Se exportó a Alejandría y a Hispania, entre otros lugares. El nombre de la ciudad de Egnacia deriva del hecho de que se han encontrado gran cantidad de cerámicas que la representan en los cementerios de la ciudad.

## Pintores
Los pintores de vasos del estilo Gnathia incluyeron, entre otros:
- Pintor de Dunedin
- Pintor de Konnakis
- Pintor de rosas
- Pintor de Toledo

## Cerámica
En el estilo de Egnacia, el color base del vaso es negro esmaltado. Sobre él se pintaban motivos decorativos en blanco, amarillo y rojo. Los motivos decorativos suelen estar relacionados con Dioniso e incluyen vides, guirnaldas de frutas y hojas, así como máscaras teatrales e instrumentos musicales. A menudo, parte de la base del vaso se deja en el color terracota original.

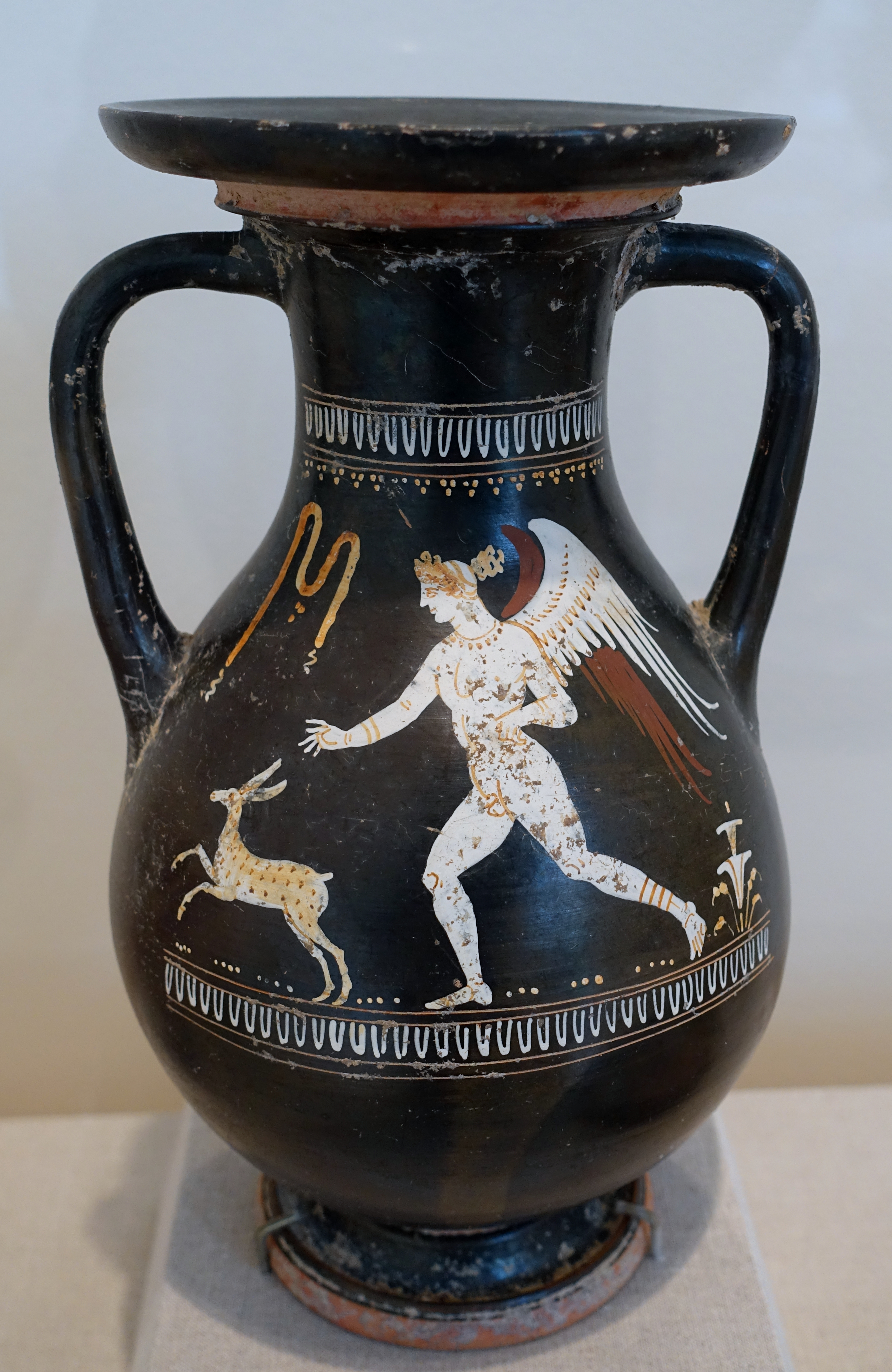
Pélice, c. 360–300 a. C.
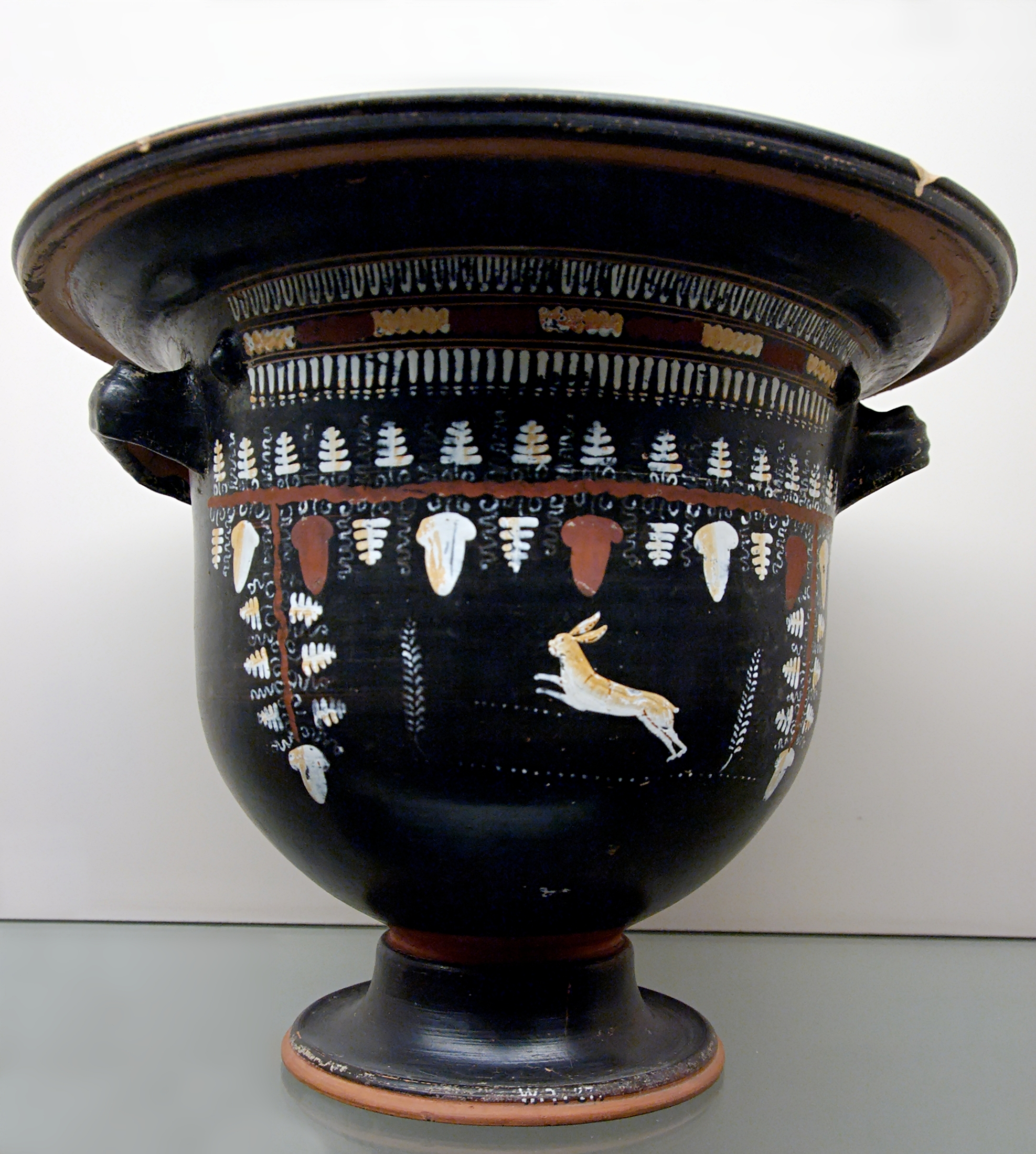
Crátera, c. 330 a. C.
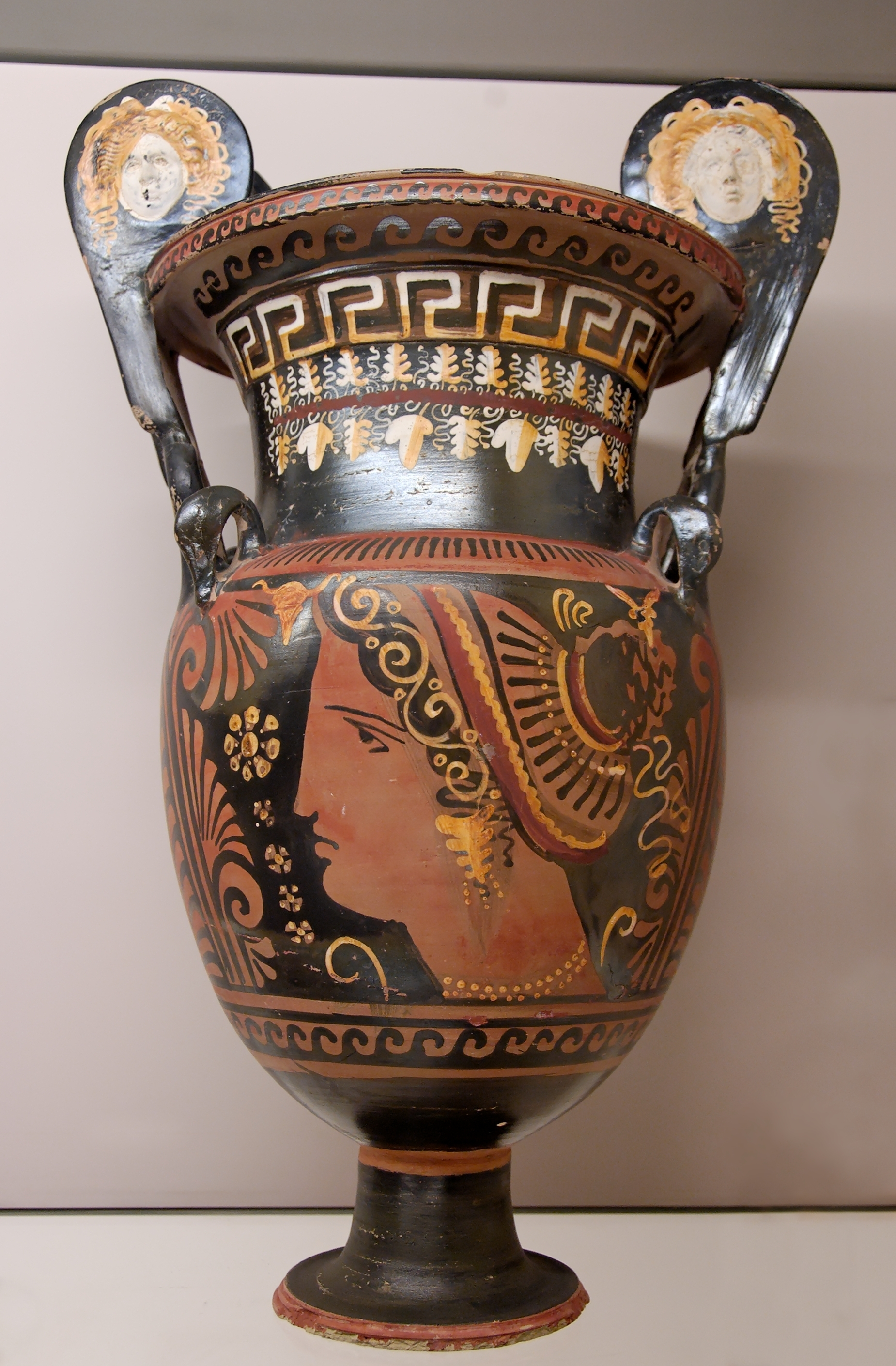
Crátera de volutas, c. 330–320 a. C.
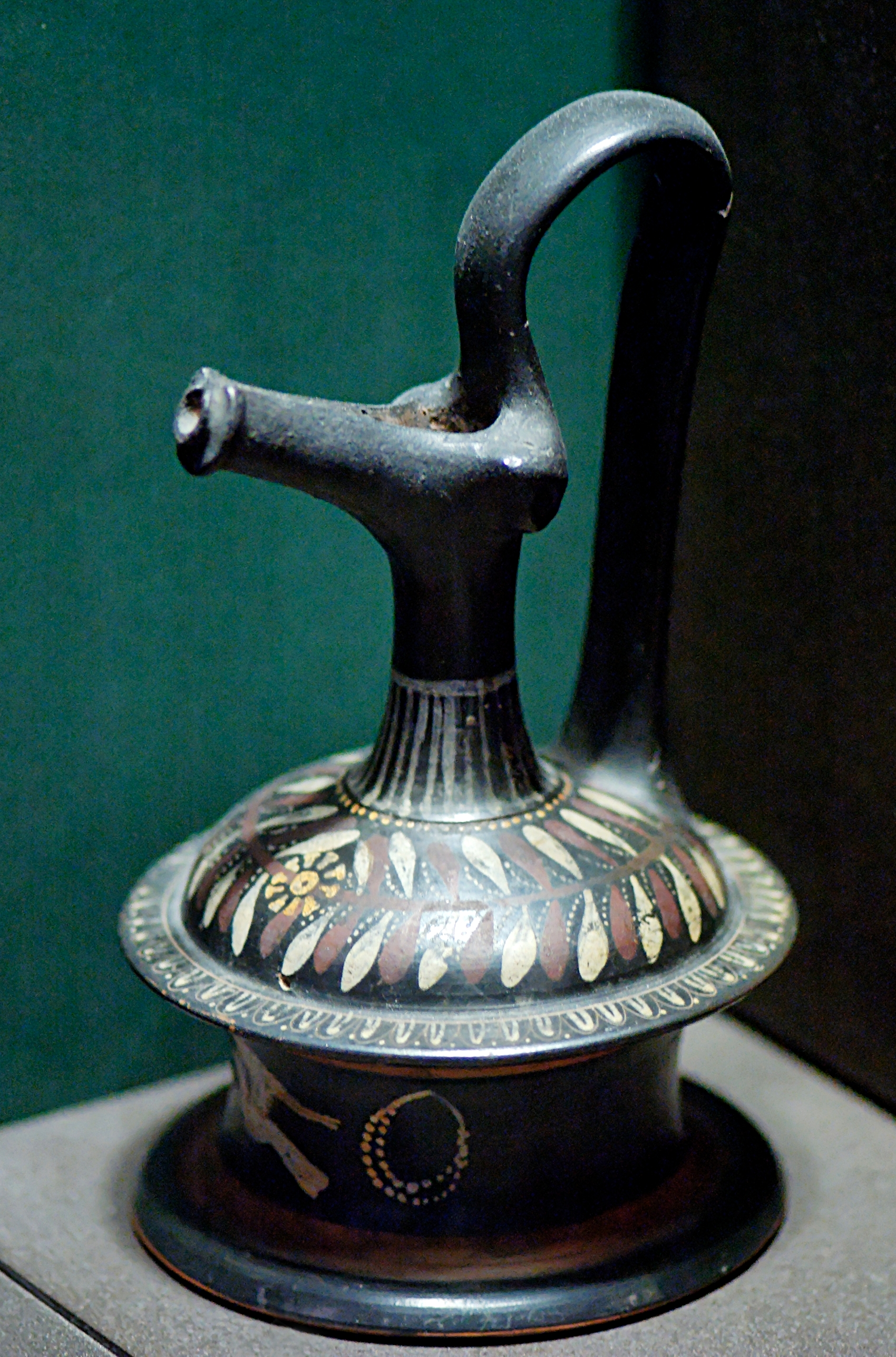
Epíquisis, c. 325–300 a. C..
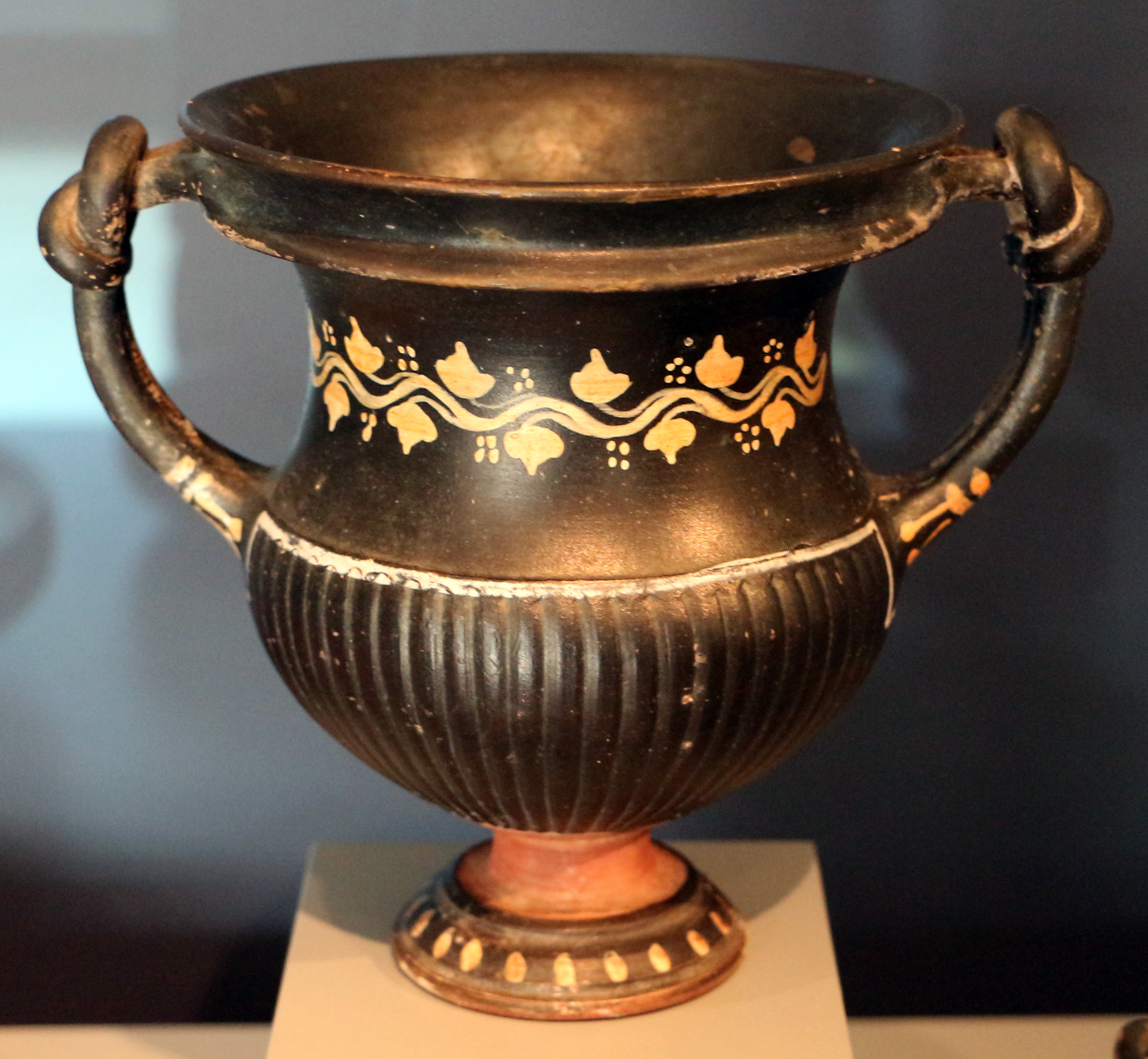
Cántaros, c. 320–300 a. C.
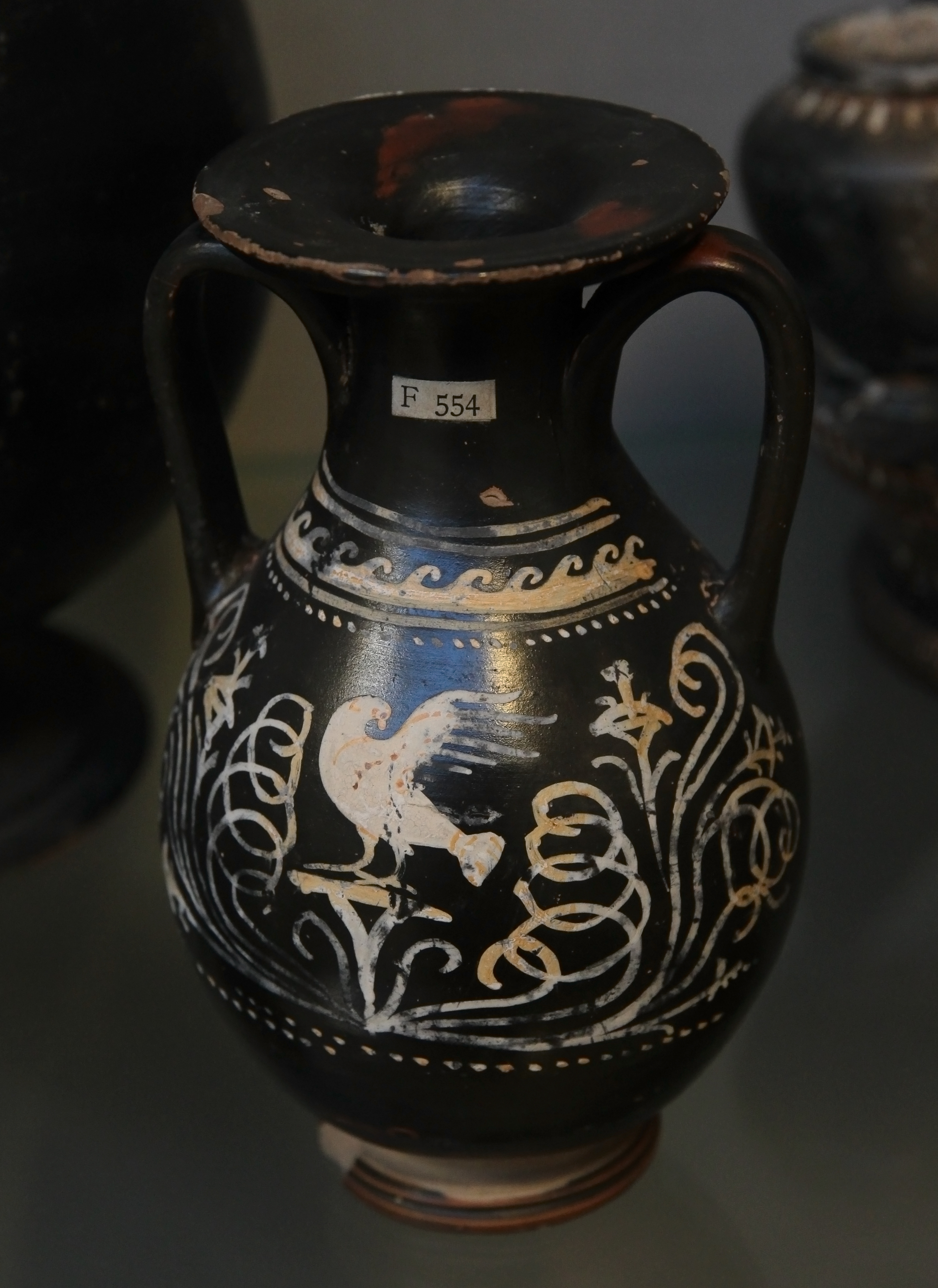
Pélice, c. 320–310 a. C.
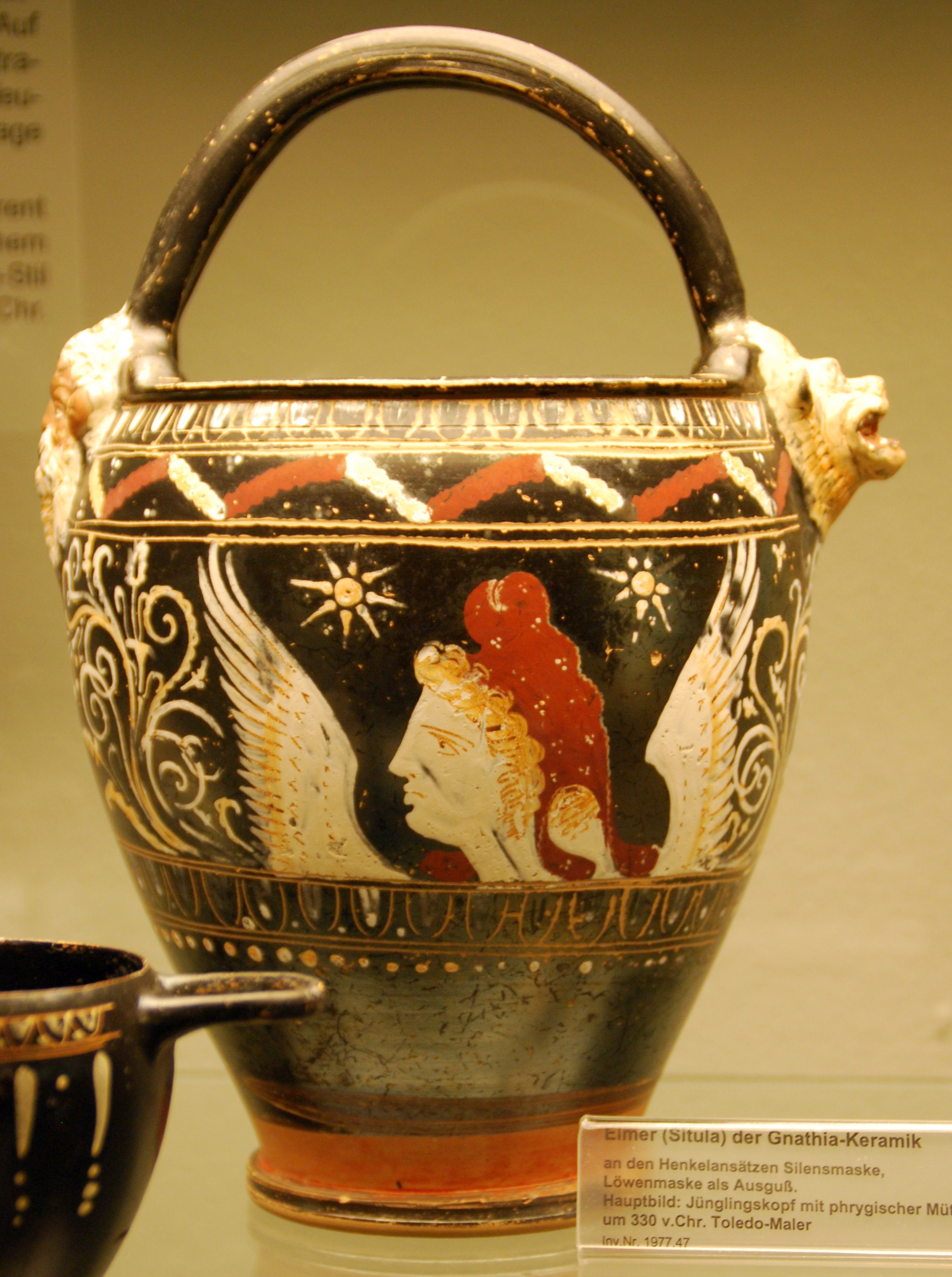
Sítula, c. 300 a. C.